# Krynki (ville)
Pour les articles homonymes, voir Krynki.
Krynki est une ville polonaise de la voïvodie de Podlachie et du powiat de Sokółka. Il est le siège de la gmina de Krynki et comptait 2 573 habitants en 2011.